# Levuka

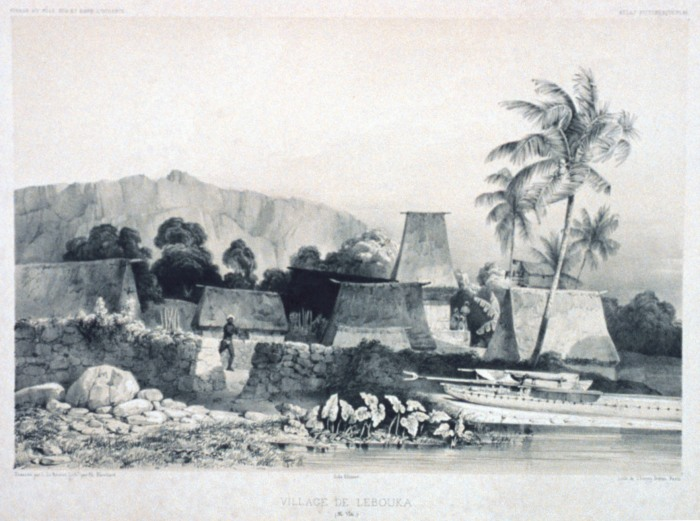
Rysunek pochodzący z początków kolonizacji Fidżi

Levuka – miasto na Fidżi; na wyspie Ovalau. Według danych szacunkowych na rok 2009 liczy 4 394 mieszkańców. Miasto jest stolicą Dystryktu Wschodniego i prowincji Lomaiviti.
W 2013 roku zabytki historycznego miasta portowego Levuka zostały wpisane na listę światowego dziedzictwa UNESCO.